# Campionati italiani di winter triathlon del 2022
I Campionati italiani di winter triathlon del 2022 (XXIV edizione) sono stati organizzati dalla Federazione Italiana Triathlon e si sono tenuti a Cogne in Val d'Aosta, in data 16 gennaio 2022.
Tra gli uomini ha vinto per la seconda volta consecutiva Franco Pesavento (Granbike Triathlon), mentre la gara femminile è andata per la quinta volta consecutiva a Sandra Mairhofer (Granbike Triathlon).

## Risultati

### Élite uomini
| Pos. | Atleta                    | Società sportiva     | Corsa   | MTB     | Sci di fondo | Totale  |
| ---- | ------------------------- | -------------------- | ------- | ------- | ------------ | ------- |
|      | Franco Pesavento          | Granbike Triathlon   | 0.19.51 | 0.26.34 | 0.22.22      | 1.09.52 |
|      | Alessandro Saravalle      | Trisports.it Team    | 0.21.36 | 0.26.02 | 0.21.46      | 1.10.52 |
|      | Manuel Bortolas           | Granbike Triathlon   | 0.20.56 | 0.28.05 | 0.21.46      | 1.12.04 |
| 4    | Mattia Tanara             | Verona Triathlon Km  | 0.20.38 | 0.28.22 | 0.22.38      | 1.12.59 |
| 5    | Gabriele Caretta          | A3                   | 0.22.13 | 0.28.20 | 0.22.59      | 1.14.53 |
| 6    | Simone Olivetti           | Trisports.it Team    | 0.22.48 | 0.27.15 | 0.23.13      | 1.15.07 |
| 7    | Filippo Barazzuol         | Granbike Triathlon   | 0.20.39 | 0.27.10 | 0.27.37      | 1.16.12 |
| 8    | Eugenio Bianchi           | Pool Cantu' 1999 A.s | 0.21.19 | 0.31.55 | 0.21.31      | 1.16.26 |
| 9    | Matteo Pellegrino         | Granbike Triathlon   | 0.23.49 | 0.30.26 | 0.22.13      | 1.18.13 |
| 10   | Davide Bajo               | Valdigne Triathlon   | 0.21.41 | 0.29.05 | 0.26.02      | 1.18.39 |
| 10   | Marco Panzavolta          | Cus Padova Unipd     | 0.23.42 | 0.29.25 | 0.25.05      | 1.19.45 |
| 11   | Pietro Santini            | Sai Frecce Bianche   | 0.22.19 | 0.29.22 | 0.27.32      | 1.20.41 |
| 12   | Gianfranco Cucco          | Sai Frecce Bianche   | 0.21.48 | 0.29.19 | 0.27.44      | 1.20.44 |
| 13   | Marcello Ugazio           | Granbike Triathlon   | 0.20.57 | 0.28.38 | 0.27.53      | 1.20.51 |
| 14   | Guido Ricca               | T.d. Cremona         | 0.23.56 | 0.30.27 | 0.25.54      | 1.22.12 |
| 15   | Stefano Valente           | Venus Triathlon      | 0.21.51 | 0.30.54 | 0.28.22      | 1.23.03 |
| 16   | Andrea Besana             | Tri Race Rock Team   | 0.23.21 | 0.31.15 | 0.26.47      | 1.23.27 |
| 17   | Pietroalberto Migliavacca | Tri Race Rock Team   | 0.24.00 | 0.30.40 | 0.28.09      | 1.24.18 |
| 18   | Yannick Verraz            | Trisports.it Team    | 0.23.51 | 0.33.57 | 0.23.38      | 1.24.35 |
| 19   | Aldo Frigo                | Triathlon 7c Asd     | 0.25.56 | 0.33.52 | 0.26.12      | 1.28.04 |
| 20   | Marco Ruffa               | Granbike Triathlon   | 0.25.18 | 0.31.57 | 0.29.04      | 1.28.22 |

### Élite donne
| Pos. | Atleta                   | Società sportiva     | Corsa   | MTB     | Sci di fondo | Totale  |
| ---- | ------------------------ | -------------------- | ------- | ------- | ------------ | ------- |
|      | Sandra Mairhofer         | Granbike Triathlon   | 0.24.07 | 0.30.32 | 0.27.22      | 1.23.49 |
|      | Martina Stanchi          | Sai Frecce Bianche   | 0.26.57 | 0.35.16 | 0.30.24      | 1.34.25 |
|      | Elisa Presa              | Verona Triathlon Km  | 0.26.15 | 0.38.37 | 0.29.48      | 1.36.56 |
| 4    | Marta Menditto           | Sai Frecce Bianche   | 0.24.52 | 0.33.56 | 0.36.54      | 1.37.36 |
| 5    | Sandra Luca De           | Cy Laser Delta Triat | 0.26.13 | 0.40.46 | 0.29.51      | 1.38.37 |
| 6    | Rachele Pellegrino       | Cuneo1198 Triteam    | 0.28.25 | 0.37.46 | 0.32.12      | 1.39.46 |
| 7    | Lara Masperone           | Granbike Triathlon   | 0.27.13 | 0.38.40 | 0.33.33      | 1.40.57 |
| 8    | Chiara Costamagna        | Valdigne Triathlon   | 0.27.19 | 0.38.46 | 0.34.17      | 1.42.14 |
| 9    | Elisa Nardi              | Granbike Triathlon   | 0.28.21 | 0.34.46 | 0.36.50      | 1.42.50 |
| 9    | Dorotea Viola Gilioli    | Sai Frecce Bianche   | 0.30.27 | 0.37.29 | 0.35.22      | 1.45.18 |
| 10   | Sofia Libera Dalla       | Padova Triathlon     | 0.29.06 | 0.40.22 | 0.34.55      | 1.46.12 |
| 11   | Margherita Norbiato      | Padova Triathlon     | 0.28.31 | 0.38.52 | 0.36.45      | 1.46.25 |
| 12   | Elena Maria Mastrolia    | Sai Frecce Bianche   | 0.33.54 | 0.36.40 | 0.34.38      | 1.47.37 |
| 13   | Serena Piganzoli         | Trisports.it Team    | 0.29.23 | 0.43.46 | 0.34.12      | 1.49.47 |
| 14   | Giuliana Perolino Marten | Granbike Triathlon   | 0.32.10 | 0.40.49 | 0.34.54      | 1.51.01 |
| 15   | Elena Garagnani          | Tribo                | 0.35.42 | 0.41.28 | 0.33.38      | 1.53.26 |
| 16   | Camilla Pieri De         | Trisports.it Team    | 0.34.44 | 0.36.30 | 0.41.15      | 1.54.46 |
| 17   | Marina Biemmi            | Granbike Triathlon   | 0.31.10 | 0.41.45 | 0.39.02      | 1.55.04 |
| 18   | Virna Stavla             | Padova Triathlon     | 0.31.32 | 0.45.24 | 0.35.48      | 1.55.37 |
| 19   | Laura Ravelli            | Asd 226 Triathlon V. | 0.32.36 | 0.42.17 | 0.39.56      | 1.56.46 |
| 20   | Carmela Vergura          | Trisports.it Team    | 0.32.58 | 0.50.17 | 0.36.04      | 2.01.51 |